# The Amazing Adventures of Kavalier & Clay
The Amazing Adventures of Kavalier & Clay és una novel·la de Michael Chabon que va rebre el Premi Pulitzer d'Obres de Ficció el 2001. Narra les vides de dos cosins entre els anys 30 i 50, explicant el naixement del còmic com a gènere literari i les conseqüències de l'holocaust jueu. Alterna episodis fantàstics fruit de la ficció dels tebeus de superherois i la narració de la maduració dels dos joves. Apareixen personatges reals, entre ells Salvador Dalí, que provoca l'inici de la trama amorosa, o Orson Welles, que revoluciona la manera de concebre les historietes dels dos cosins. La carrera professional d'aquests es basa en alguns dibuixants de còmics també reals, entre els quals destaca Jack Kirby. Les al·lusions a la màgia, al surrealisme i els episodis plens d'absurd de la Segona Guerra Mundial a l'Antàrtida marquen el to a mig camí entre el realisme i la paròdia típic de l'autor.

## Inspiració
Molts esdeveniments de la novel·la es basen en les vides de creadors reals de còmics, com ara Jack Kirby (a qui el llibre està dedicat a l'epíleg), Bob Kane, Stan Lee, Jerry Siegel, Joe Shuster, Joe Simon, Will Eisner i Jim Steranko. Altres figures històriques hi tenen papers menors, com ara Salvador Dalí, Al Smith, Orson Welles i Fredric Wertham. El període de la novel·la reflecteix aproximadament el de l'Edat d'Or dels Còmics, començant poc després del debut de Superman i concloent amb les audiències públiques del Senat de Kefauver, dos esdeveniments sovint descrits com a fites que senyalen el principi i el final de l'era.